# Guilherme Braga da Cruz
Guilherme Braga da Cruz (Braga, 11 de junio de 1916 - Oporto, 11 de marzo de 1977) fue un catedrático de Derecho, historiador de doctrina social y pedagogo portugués. Rector de la Universidad de Coímbra (1961-1962).

## Biografía

### Infancia
Hijo de José María Braga Cruz (1888), notario, abogado, parlamentario, juez y dirigente católico; y de María Isabel de Sousa Gomes (1887).

### Formación y actividad académica en la Universidad de Coímbra
Tras iniciar sus estudios universitarios en la facultad de Derecho de la Universidad de Coímbra, se licenció en 1937 y se doctoró en 1941. Fue Fellow en París (1938-1939) y Madrid (1939-1940), Comenzó su carrera académica como Asistente del doctor Paulo Merêa. En 1948 ganó la cátedra de Historia del Derecho Portugués en la misma Universidad, y posteriormente fue Decano (1958-1961), Rector (16 de junio de 1961- 6 de diciembre de 1962), y Director de la Biblioteca General (1971-1977). 

### Actividad docente e investigadora
Defendió las posiciones portuguesas contra la Unión de la India en el Tribunal Internacional de La Haya (1957-1959). Fue teniente de Duarte Nuno de Braganza (1960-1964). Investigó diversas áreas de historia del derecho, educación y cultura católica. Ayudó a fundar la Universidad Católica de Lisboa.
La Diócesis de Braga inició su proceso de beatificación. Estaba casado con Ofelia García, tuvo nueve hijos.

### Asociaciones de las que formó parte
Fue: 
- Miembro de la Comisión de Redacción del Código Civil (1954-1966)
- Presidente de la Comisión de Divulgación del Nuevo Código (1966-1967)
- Procurador (1953-1962)
- Académico correspondiente de la Academia Portuguesa de Historia (1951)
- Académico de Número de la Academia Portuguesa de Historia (1960)
- Asesor legal del Consejo de Nobleza
- Miembro del Club Filatélico Portugués.
- Director de la revista trimestral portuguesa y brasileña Sciencia Iuridica (1951-1961)

### Premios y distinciones
Estaba en posesión de títulos académicos de varias Academias extranjeras. Entre otros:
- Encomienda de la Orden de Alfonso X el Sabio (España, 1949)
- Cruz distinguida de 1ª clase de la Orden de san Raimundo de Peñafort (España, 1950)
- Medalla de oro del Centro Universitario de Mocedade Portuguesa (1950)
- Caballero de la Orden Ecuestre del Santo Sepulcro de Jerusalén (1960)
- Gran Cruz de la Orden Militar de Cristo (1967)
- Encomienda de la Orden del Mérito de la República Italiana (1967)
- Doctor honoris causa en la Universidad de Navarra (España, 1967)

## Colección Guilherme Braga da Cruz
La Colección Guilherme Braga da Cruz está compuesta por unas doce mil publicaciones bibliográficos, que revisten cierto interés patrimonial, tanto por su antigüedad y rareza, como por su diversidad temática (Arte, Derecho, Historia, Religión,...).